# Monumento a la Ópera Marina
El monumento a la Ópera Marina (en catalán: Monument a l'Òpera Marina) es un monumento del municipio de Lloret de Mar, Cataluña (España), incluido en el Inventario del Patrimonio Arquitectónico de Cataluña.

## Descripción

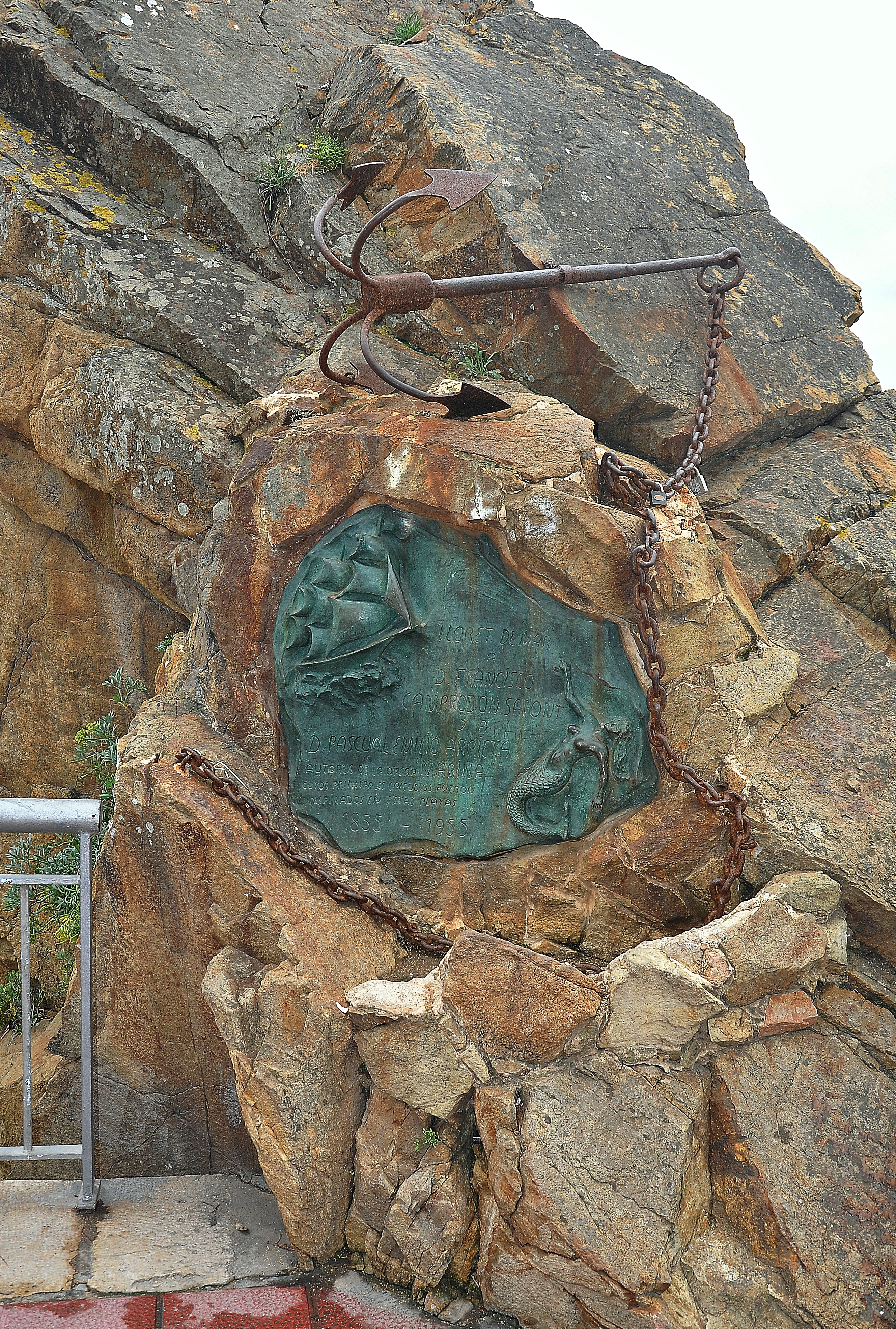

El monumento, erigido en el mirador de Mallorca, en el extremo oriental de la playa de Lloret, consta de dos partes distintas:
Por un lado consta de una placa conmemorativa, en muy buen estado de conservación, con la imagen de una carabela tallada en relieve en su parte superior (a la izquierda), mientras que su parte inferior (a la derecha)  representa retrata la imagen de una sirena también en relieve. En el centro de la placa, una inscripción reza:
LLORET DE MAR A D. FRANCISCO CAMPRODON SAFONT Y A D. PASCUAL EMILIO ARRIETA AUTORES DE LA ÓPERA MARINA CUYOS PRINCIPALES EPISODIOS FUEROS INSPIRADOS EN ESTAS PLAYAS 1855-1955.
El otro lado del monumento consta de un ancla atada a la peña en la que se encuentra la estructura, con su pertinente cadena. Tanto ancla como cadena se encuentran actualmente en muy mal estado de conservación, estando completamente oxidadas y corroídas por la sal marina.

## Historia
El monumento conmemora la representación de la ópera Marina en la misma playa de Lloret, en 1930. La ópera, basada en una zarzuela de dos actos, fue escrita por el dramaturgo Francisco Camprodón y Safont (1816-1870) y compuesta por Emilio Arrieta. El primero dedicó a Lloret de Mar el texto entero de la zarzuela, convertida en ópera tras ser ampliada por Miguel Ramos Carrión. Una de las locuciones de la obra rezaba: "Costas, las del levante; playas, las de Lloret".